# Gubbstöt (musikalbum)
Gubbstöt är ett studioalbum av Pelle Björnlert, Bengt Löfberg, Erik Pekkari och Anders Löfberg, utgivet 2004 på skivbolaget Giga Folkmusik. Skivan är kvartettens första tillsammans.

## Låtlista
1. "Polkett efter bröderna Hellström"
2. "Engelska efter Ernst Abrahamsson"
3. "Eriksmåla marknadsvals efter Johan Fredrik Theandersson"
4. "Lille David, polkett efter Anders Fredrik Andersson"
5. "Gubbstöt efter Bertil Hagander"
6. "Polkett efter bröderna Hellström"
7. "Anglais efter Per Johan Carlsson"
8. "Schottis efter Anders Fredrik Andersson"
9. "Matlåt efter Teofil Melin"
10. "Trestegare efter Herman Axelsson"
11. "Ölandsschottis efter Artur Svensson"
12. "Vals efter Yngve Andersson"
13. "Polkett efter Herman Axelsson"
14. "Schottis efter Bror Strand"
15. "Daniel Spets vals"
16. "Signalpolka efter Lars Johan Sundell"
17. "Schottis efter Ragnar i Nybygden"
18. "Gubbstöt efter bröderna Hellström"
19. "Prins Gustavs vals efter Anders Fredrik Andersson"
20. "Hambopolska efter Axel Emil Lundgren"
21. "Lassens polka efter Carl Johan Krej"
22. "Karl Eliassons vals"
23. "Polkett efter Herman Axelsson"
24. "Polska efter Håkan Johansson"
25. "Brännvinspolska från Hjortsberga"

## Medverkande musiker
- Anders Löfberg – kontrabas
- Bengt Löfberg – fiol
- Erik Pekkari – durspel, cittra
- Pelle Björnlert – fiol, gitarr